# Baladakallu, Belur
Baladakallu là một làng thuộc tehsil Belur, huyện Hassan, bang Karnataka, Ấn Độ.